# نافالفايلار دي بيلا
بلدية نافالفايلار دي بيلا (بالإسبانية: Navalvillar de Pela)‏, هي إحدى بلديات مقاطعة بطليوس, التي تقع في منطقة إكستريمادورا, والتي تقع في غرب إسبانيا.
يبلغ عدد سكانها 4.870 نسمة وفقاً لإحصائية سنة (2002).